# 終極假期
是一部2006年的美國浪漫喜劇電影，由王穎執導，劇本由杰弗里·普萊斯和彼得·西曼撰寫。這部電影是根據J·B·普利斯特里在1950年英國拍攝的同名電影改編而成。故事敘述一名在廚具店任職的職員喬治雅·柏德被醫生診斷出罹患名為「藍氏綜合症」的重大疾病後，為了把握人生所剩無幾的時光展開的旅行際遇。
本片上映後獲得的評價兩極，更因為票房收入低於製片成本淪為票房炸彈，但是皇后·拉蒂法在該作的演出表現獲得媒體和影評家的好評。

## 劇情
喬治雅·柏德（Georgia Byrd）是新奧爾良克拉根百貨公司炊具部門的一名內向、謙遜的銷售員，同時是渴望從事專業烹飪的浸信會合唱團成員。她在一本標題為「可能性之書」的剪貼簿中記錄了她對更美好生活的夢想，秘密地在個人的剪貼簿中將男同事肖恩·威廉姆斯（Sean Williams）描繪為她的理想結婚對象，喜歡仿製經常登上電視銀幕的名廚埃默里爾•拉加斯（Emeril Lagasse）的美食食譜，將她的作品分享給鄰居，但又同時拒絕讓自己享受品味這些料理的樂趣。聖誕節期間，喬治雅與肖恩調情時，因為頭部不慎撞著櫥櫃門而昏倒在地，被肖恩帶到公司的健康中心接受電腦斷層掃描檢查。公司駐診醫生拉賓德拉納斯·古普塔（Rabindranath Gupta） 告訴她，她患有幾種腦瘤，這些腦瘤是由一種罕見的終末期神經系統疾病引起的，稱為藍氏綜合症。由於她的HMO計劃無法支付高昂的手術費用，喬治雅只剩下幾週的餘命。
獲知此事的喬治雅最初感到震驚與悲憤，但後來她轉念辭去工作兼清算她的資產，動身前往捷克共和國溫泉城卡羅維瓦利的普普大飯店 展開了夢寐以求的豪華假期，擺脫束縛並決心享受她生命的最後幾週。她在抵達飯店後選擇入住每晚要價4,000美元的總統套房，在昂貴的精品店購買設計師精製服，她開始享受飯店的水療設施、嘗試單板滑雪和高空跳傘、享用世界知名大廚狄迪埃（Didier） 烹製的餐點、還在賭場玩輪盤賭贏了一筆不小的財富。除了脾氣暴躁的賓客服務經理岡瑟女士（Gunther）之外，喬治雅不但以天真和直率善良的個性給飯店的工作人員留下深刻印象，還和其他賓客打成一片，其中包括為人傲慢的克拉根百貨公司老闆馬修·克拉根（Matthew Kragen）、克拉根的助理兼情婦艾莉森·伯恩斯（Mrs.Allison Burns）、路易斯安那州的權力掮客參議員克拉倫斯·迪林斯（Clarerence Dillings）、國會議員鮑伯·史都華（Bob Stewart）。克拉根對喬治雅起了疑心，懷疑她試圖破壞他的生意，但其他人都被她的自由精神所吸引。
當克拉根賄賂岡瑟女士以挖掘有關喬治雅的背景信息時，岡瑟女士在喬治雅入住的飯店套房發現後者親筆撰寫、說明如何在她蒙主徵召後處理她的遺體的信件。岡瑟女士被這封信感動，意識到喬治雅的自信和陽光樂觀的精神，已經打動了自從她抵達飯店以來遇到她的每個人，遂向喬治雅承認窺探了她的物品並找到這封信的實情，同時敦促她回家與她愛的人度過最後的時光。喬治雅接受岡瑟女士的建議，準備前往機場，但由於雪崩阻斷道路而無法如願成行。另一方面，遠在新奧爾良的肖恩被告知喬治雅的診斷結果，準備承認他對她長期以來抱持的感情，盡管肖恩本身非常排斥搭乘飛機，仍決定飛往歐洲與喬治雅會合，礙於積雪封鎖道路而無法和喬治雅碰面。
喬治雅折返回飯店的同時，肖恩離開他的出租車徒步穿越雪地。狄迪埃大廚邀請喬治雅當晚在飯店廚房協助他準備奢華的跨年晚宴，還公然在宴會上致詞感謝她。眾人共進晚宴期間，克拉根對喬治雅獲得眾人的讚譽和喜愛感到不滿，於是試圖通過揭發喬治雅僅是他所屬旗下事業的一名女銷售員羞辱她，面對克拉根的刁難，喬治雅坦然向眾人說明她作為克拉根的原旗下員工，但因為罹患絕症決定辭職和盡情享受所剩無幾的人生。此事引起所有和克拉根同桌的賓客們的注目，紛紛向喬治雅致意並鄙視克拉根麻木不仁的行為態度。沮喪和尷尬的克拉根獨自走到飯店的上層，坐在窗台上企圖尋短。喬治雅跟著抵達窗台上，試圖勸阻克拉根，暗示如果他為人更加慷慨善良，更少被貪婪驅使，他將會是一個更快樂的人。
此時肖恩及時趕到飯店，和喬治雅一起站在窗台上，當眾坦白了他對她的愛意，承認他看過她的剪貼簿。岡瑟女士則在飯店大廳裡收到古普塔醫生發給喬治雅的一份傳真，內容提及喬治雅的診斷結果，實為電腦斷層掃描機器故障造成的誤判，她根本就沒有藍氏綜合症，隨即趕往飯店窗台向喬治雅宣布這個好消息，令包含喬治雅在內的眾人為之歡呼，連帶讓克拉根不再有尋短的念頭。肖恩和喬治雅結束這趟旅行返回新奧爾良後，他們在當地開設名為「喬治雅餐廳」的餐廳，主廚狄迪埃和埃默里爾•拉加斯也參觀了這家餐廳。
片尾橋段顯示，喬治雅將她的剪貼簿標題從「可能性之書」改成「現實之書」，同時交代其他人的後續：伯恩斯女士正式和克拉根分手後，選擇去SPA管理學校進修；岡瑟女士辭去賓客服務經理的職位，開了一家私人偵探社；狄迪埃大廚參加了埃默里爾主持的美食秀；古普塔醫生辭職後，抵達喜馬拉雅山剃度修行。至於克拉根則在與妻子的離婚官司裡損失了大多數的財產，剩下的資產也被證交會取走，跟著古普塔醫生加入修行的行列。喬治雅和肖恩正式結婚，舉辦了一場跳傘婚禮，同時決定充實的度過生活的每一天。

## 角色介紹
| 角色                                      | 飾演者                               | 簡介 |
| ----------------------------------------- | ------------------------------------ | --- |
| 喬治雅·柏德（Georgia Byrd）               | 皇后·拉蒂法                          | 本作主角。克拉根百貨公司炊具部門銷售員，與肖恩互有好感。                                                                                           |
| 肖恩·威廉姆斯（Sean Williams）            | LL Cool J                            | 克拉根百貨公司炊具部門銷售員，喬治雅的同事，與喬治雅互有好感。討厭搭乘飛機。結局時和喬治雅結婚。                                                   |
| 亞德米安（Adamian）                       | 馬特·羅斯                            | 克拉根百貨公司管理階層，崇拜馬修·克拉根。對喬治雅藉著工作向顧客分享自製料裡頗有微詞。片尾在使用手機的期間發生交通事故逝世。                        |
| 馬修·克拉根（Matthew Kragen）             | 提摩西·荷頓                          | 克拉根百貨公司老闆，為人高傲。背著妻子與艾莉森·伯恩斯發展婚外情。被伯恩斯單方提出分手，與妻子離婚後，隨同古普塔在西藏修行。                        |
| 埃默里爾·拉加斯（Emeril Lagasse）         | 本人                                 | 喬治雅欣賞的的美食節目名廚。客串演出。 |
| 艾莉森·伯恩斯（Mrs.Allison Burns）        | 艾莉西亞·維特                        | 克拉根的助理兼情婦，大學肄業。因為和喬治雅交流理解自己的處境後，看清克拉根的為人，向他提出分手。片尾在SPA管理學院進修。                            |
| 克拉倫斯·迪林斯（Clarerence Dillings）    | 詹卡洛·埃斯波西托                    | 路易斯安那州的權力掮客參議員，喬治雅所屬教會支持的從政人員，與克拉根有利益往來。因為得知喬治雅是同鄉而交流甚歡，後被喬治雅提醒應著重當地社區發展。 |
| 鮑伯·史都華（Bob Stewart）                | 麥克·諾瑞                            | 國會議員，與克拉根有利益往來。與妻子瑪格莉特對喬治雅抱持良好印象。                                                                                 |
| 瑪格莉特·史都華（Margaret Stewart）       | 埃倫·薩瓦里亞（Ellen Savaria）       | 鮑伯·史都華的妻子，狄迪埃的廚迷，與丈夫對克拉根刻意刁難喬治雅一事頗為不滿。                                                                        |
| 狄迪埃（Didier）                          | 傑哈·德巴狄厄                        | 喬治雅欣賞的義大利知名廚師，秉持「絕不做同樣的菜第二次」的原則。與喬治雅合拍。                                                                     |
| 拉賓德拉納斯·古普塔（Rabindranath Gupta） | 蘭吉特·喬杜里                        | 克拉根百貨公司駐診醫師，因為電腦斷層掃描儀器的瑕疵，誤診喬治雅的健康狀況。後來辭職在西藏剃度修行。                                                 |
| 岡瑟女士（Gunther）                       | 蘇珊·柯勒曼                          | 普普大飯店賓客服務經理。初期對喬治雅不以為然，直至閱讀後者預留的遺筆信後徹底改觀。後來辭職開設私人偵探社。                                         |
| 達瑞斯（Darius）                          | 傑西卡·華盛頓                        | 居住在喬治雅住處附近的鄰居少年。向肖恩透露喬治雅辭職後獨自旅行的訊息。                                                                             |
| 蘿雪兒（Rochelle）                        | 珍·亞當斯                            | 克拉根百貨公司炊具部門銷售員，喬治雅的同事，知曉喬治雅和肖恩的職場戀情。                                                                           |
| 史摩基·羅賓森                             | 本人                                 | 客串演出。 |
| 菲利浦（Felipe）                          | 彼德·梵內克（Petr Vanek）            | 普普大飯店服務人員，負責接待喬治雅。 |
| 阿圖羅（Arturo）                          |                                      | 普普大飯店賓客服務經理，負責接待克拉根等人。 |
| 布麗吉塔（Brigitta）                      | 露西·布雷佐弗斯卡（Lucie Brezovská） | 普普大飯店按摩師，服務伯恩斯期間，對喬治雅出面維護她並糾正伯恩斯的態度一事持感謝態度。                                                             |
| 譚雅（Tanya）                             | 賈桂琳・佛萊明                       | 喬治雅的妹妹，已婚育有三個孩子。夢想成為鄉村歌手，與已婚人士發展婚外情。                                                                           |
| 安東（Aton）                              | 坎道爾·莫斯比                        | 譚雅的兒子。 |

## 製作過程與發行
杰弗裡·普萊斯和彼得·西曼根據J.B.在1950年發行的同名電影，改編電影的故事，但礙於參與演出的演員在1994年謝世，導致電影發行計畫被耽擱，直至多年後皇后·拉蒂法的經紀人閱讀兩者的劇本後，主動接洽杰弗裡·普萊斯和彼得·西曼，向他們建議為皇后·拉蒂法修改劇本，始正式重啟電影改編製作計畫。
作品裡登場的每道料理皆由美食頻道的廚師們精心準備，此外亦有許多登場料裡的食譜公布在該頻道的官方網站。作為電影宣傳的一部分，皇后·拉蒂法以節目特別嘉賓的身分，出席埃默里爾•拉加斯的電視節目。

## 評價
本片上映後獲得兩極評價，爛番茄根據123條評論（68條好評，55條差評），獲得55%的好評度，平均得分5.8/10，觀眾評比67%，平均得分3.7/5，共識評價寫道：「雖然皇后·拉蒂法豐富的生命肯定精神貫穿整部影片，導演王穎卻無法以任何真正的天賦，重新翻拍這部電影」 。Metacritic則根據27條評論，獲得加權平均分數56分（滿分100分）。
皇后·拉蒂法因為在該作的演出表現，獲得提名有色人種促進協會形象獎傑出電影女主角。電影在爛番茄於2023年2月整理出60部黑人電影的排行榜中位居第50名。

## 外部連結
- 官方网站
- 互联网电影数据库（IMDb）上《終極假期》的资料（英文）
- 爛番茄上《終極假期》的資料（英文）